# Roger Hargreaves
Charles Roger Hargreaves, född 9 maj 1935 i Cleckheaton, Yorkshire, död 11 september 1988 i Royal Tunbridge Wells, Kent, var en brittisk barnboksförfattare och –illustratör. Hans böcker har sålts i 85 miljoner exemplar på 20 språk.